# Coccygodes
Coccygodes es un género de avispas icneumónideas de la subfamilia Gelinae. Las especies de este género se encuentran solamente en el continente africano. El género fue descrito por el prestigioso naturalista suizo Henri Louis Frédéric de Saussure mientras formaba parte de la Sociedad Entomológica de Londres.

## Distribución
Este género se distribuye a lo largo del sur y el oeste de África en una gran variedad de países, más específicamente en: Guinea, Togo, Nigeria, República Democrática del Congo, Uganda, Kenia, Tanzania, Malaui, Zambia, Zimbabue, Madagascar y Sudáfrica.

## Especies
- Coccygodes alacer Tosquinet, 1896
- Coccygodes bifasciatus Cameron, 1912
- Coccygodes bimaculator (Thunberg, 1822)
- Coccygodes brevispiculus Waterston, 1927
- Coccygodes corpulentus Tosquinet, 1896
- Coccygodes eugeneus Tosquinet, 1896
- Coccygodes nobilis (Saussure, 1892)
- Coccygodes pictipennis Tosquinet, 1896
- Coccygodes rufopetiolatus Waterston, 1927
- Coccygodes subquadratus Waterston, 1927
- Coccygodes superbus Szépligeti, 1916
- Coccygodes townesorum De Santis, 1967

Especies con sinonimia
- Coccygodes erythrostomus, sinónimo de Coccygodes pictipennis
- Coccygodes nigrescens, sinónimo de Coccygodes bifasciatus
- Coccygodes notatus, sinónimo de Coccygodes superbus
- Coccygodes ruficeps, sinónimo de Coccygodes townesorum
- Coccygodes waterstoni, sinónimo de Coccygodes brevispiculus